# Horqin
Horqin (en mongol: Хорчин, romanizado: Qorčin ; en chino, 科尔沁; pinyin, Kə'rqìn) es un distrito urbano bajo la administración directa de la Prefectura Tongliao en la Región autónoma  de Mongolia Interior, República Popular China. El distrito yace en la Llanura del Norte de China con una altitud promedio de 180 m s. n. m., en las orillas del río Xiliao (西辽河), un tributario del Río Liao . Horqin es la sede de gobierno de Tongliao y por lo tanto centro político, económico y educativo de la ciudad y su mayor centro urbano. Su área total es de 3515 km², de los cuales cerca de 200 km² pertenecen a la zona metropolitana y su población para 2010 fue cercana a los 900 mil habitantes.

## Toponimia
La palabra "Horqin" evolucionó a partir del nombre de una categoría del ejército de Gengis Kan llamado Horčen que significa "guardián con arco y flechas", de este grupo se desprendió un antiguo clan mongol del sur 'los Horčenes' (科尔沁部) que se asentaron principalmente en la actual Mongolia Interior. 
Su antropónimo da el nombre a 5 banderas (Horqin Derecha Frontal, Horqin Derecha Media, Horqin Izquierda Media, Horqin Izquierda Posterior y Ar Horqin) y 1 distrito.

## Administración
El distrito de Horqin se divide en 5 pueblos que se administran en 2 subdistritos y 3 pueblos.

## Aeropuerto
La terminal aérea de la ciudad es el Aeropuerto de Tongliao (通辽机场) , se encuentra a unos 10 kilómetros al suroeste del centro de la ciudad. En 2014, el aeropuerto de Tongliao operó un total de 11 aerolíneas que operan 19 rutas y navegan por 22 ciudades.
Hay tres edificios terminales en el aeropuerto de Tongliao, de los cuales la terminal T1 se construyó en 1958 y la terminal T2 se construyó en 1958. El 10 de agosto de 2009, se inició oficialmente el proyecto de expansión de la tercera área de vuelo del aeropuerto. La inversión total del proyecto fue de 111 537 millones de yuanes, incluida una pista de 2300 × 45 m , una carretera de acceso, una cubierta de hormigón de asfalto y una plataforma de 17120 metros cuadrados. En 2012, el proyecto de renovación y expansión se lanzó oficialmente con una inversión total de 181 671 millones de yuanes. Desde el 1 de enero hasta el 25 de octubre de 2014, el Aeropuerto de Tongliao logró un movimiento de tráfico de 6538 vuelos, un incremento anual del 0.7%